# 54-я авиационная дивизия дальнего действия
54-я авиационная Орловская дивизия дальнего действия (54-я ад дд) — соединение авиации дальнего действия Военно-Воздушных сил (ВВС) Вооружённых Сил РККА, принимавшее участие в боевых действиях Великой Отечественной войны.

## История наименований дивизии
- 54-я авиационная дивизия дальнего действия;
- 54-я авиационная Орловская дивизия дальнего действия;
- 54-я бомбардировочная авиационная Орловская дивизия;
- 54-я транспортная авиационная Орловская дивизия;
- 54-я военно-транспортная авиационная Орловская дивизия;
- Войсковая часть (Полевая почта) 21356.

## История и боевой путь дивизии
54-я авиационная дивизия дальнего действия сформирована 1 июня 1943 года за месяц до начала Курской битвы. Постановлением Государственного Комитета Обороны (ГКО) от 15 апреля 1943 года за № 3190 было принято решение о дальнейшем усилении АДД. 30 апреля 1943 года ГКО принял ещё одно постановление за № 3275, которое предусматривало сокращение в дивизиях АДД самолётного парка с девяносто до шестидесяти. На основании постановления ГКО уже на следующий день, 1 мая 1943 года, командующий АДД издал приказ, в соответствии с которым Авиация дальнего действия реорганизовывалась в корпусную систему. Приказ определял создание в АДД восьми авиационных корпусов, из них первым четырём присваивались гвардейские звания. Структурный переход АДД на корпусную систему в основном завершился буквально накануне Курской битвы. Так 54-я авиационная дивизия дальнего действия вошла в состав 5-го авиационного корпуса дальнего действия и с началом Курской битвы приняла в ней участие.
Дивизия принимала участие в операциях:
- Орловская стратегическая наступательная операция «Кутузов» — с 12 июля 1943 года по 18 августа 1943 года.
- Белгородско-Харьковская стратегическая наступательная операция — с 3 августа 1943 года по 23 августа 1943 года.
- Красносельско-Ропшинская наступательная операция — с 14 января 1944 года по 30 января 1944 года.
- Ленинградско-Новгородская операция — с 14 января 1944 года по 1 марта 1944 года.
- Воздушная операция против Финляндии — с 6 февраля 1944 года по 27 февраля 1944 года.
- Бобруйская наступательная операция — с 24 июня 1944 года по 29 июня 1944 года.
- Белостокская наступательная операция — с 5 июля 1944 года по 27 июля 1944 года.

С октября 1944 года дивизия в полном составе (7-й гвардейский авиационный полк; 29-й гвардейский авиационный полк и 340-й авиационный полк) обеспечивали боевые действия повстанцев и партизан в Словакии. По своим масштабам обеспечение боевых действий повстанцев в Словакии было одной из крупных и сложных операций, проведённых авиацией дальнего действия. Всего в операции участвовало шесть полков 5-го авиационного корпуса дальней бомбардировочной авиации. Экипажи наносили бомбовые удары по живой силе противника и по его аэродромам, доставляли военное снаряжение и боеприпасы, вывозил и раненых.
В декабре 1944 года дивизия была передана в состав 4-го гвардейского бомбардировочного авиационного корпуса и переименована в 54-ю бомбардировочную авиационную дивизию.

### В действующей армии
В составе действующей армии:
- с 1 июня 1943 года по 26 декабря 1944 года.

## Командир дивизии
| Звание                                                  | Имя                      | Период                                     | Примечание |
| ------------------------------------------------------- | ------------------------ | ------------------------------------------ | ---------- |
| полковник, генерал-майор авиации (с 5 ноября 1944 года) | Щёлкин Василий Антонович | с 3 июня 1943 года по 26 декабря 1944 года |            |

## В составе объединений
| Дата          | Фронт (округ)   | Армия                | Корпус                                                                   | Примечания |
| ------------- | --------------- | -------------------- | ------------------------------------------------------------------------ | ---------- |
| 01.06.1943 г. | Дальняя авиация | 18-я воздушная армия | 5-й бомбардировочный авиационный корпус дальней бомбардировочной авиации | -          |
| 26.12.1944 г. | Дальняя авиация | 18-я воздушная армия | 4-й гвардейский бомбардировочный авиационный корпус                      | -          |

## Части и отдельные подразделения дивизии
За весь период своего существования боевой состав дивизии претерпевал изменения:
| Период                     | Наименование                                       | Вооружение                                                              |
| -------------------------- | -------------------------------------------------- | ----------------------------------------------------------------------- |
| 01.06.1943 — 26.12.1944 г. | 7-й гвардейский авиационный полк Дальнего действия | Ли-2, переименован в 7-й гвардейский бомбардировочный авиационный полк  |
| 01.06.1943 — 19.08.1943 г. | 325-й авиационный полк Дальнего действия           | Ли-2, переименован в 29-й гвардейский бомбардировочный авиационный полк |
| 19.08.1943 — 26.12.1944 г. | 29-й авиационный полк Дальнего действия            | Ли-2, переименован в 29-й гвардейский бомбардировочный авиационный полк |
| 28.06.1944 — 26.12.1944 г. | 340-й авиационный полк Дальнего действия           | Ли-2, переименован в 340-й бомбардировочный авиационный полк            |

## Почётные наименования
- 54-й авиационной дивизии дальнего действия Приказом НКО № 0137 от 27 мая 1944 года присвоено почётное наименование «Орловская».
- 325-му авиационному полку дальнего действия Приказом НКО от 21 января 1944 года на основании Приказа ВГК № 60 от 19 января 1944 года за овладение городом Красное Село, превращённым немцами в крепость, и таким же мощным опорным пунктом обороны противника и важным узлом дорог — Ропша, присвоено почётное наименование «Красносельский»[4].
- 7-му гвардейскому авиационному полку дальнего действия Приказом НКО на основании Приказа ВГК № 64 от 26 января 1944 года за овладение городом и крупным железнодорожным узлом Гатчина (Красногвардейск), превращённым немцами в крепость с развитой системой долговременных оборонительных сооружений, присвоено почётное наименование «Гатчинский»[5].

## Награды
7-й гвардейский авиационный полк дальнего действия Указом Президиума Верховного Совета СССР награждён орденом «Боевого Красного Знамени».

## Герои Советского Союза
- Безбоков Владимир Михайлович, гвардии капитан, заместитель командира эскадрильи 7-го гвардейского авиационного полка 54-й авиационной дивизии 4-го гвардейского авиационного корпуса дальнего действия Указом Президиума Верховного Совета СССР 29 июня 1945 года удостоен звания Герой Советского Союза. Золотая Звезда № 8783.
- Васильев, Алексей Александрович, старший лейтенант, заместитель командира эскадрильи 340-го авиационного полка 54-й авиационной дивизии 4-го гвардейского авиационного корпуса дальнего действия Указом Президиума Верховного Совета СССР 29 июня 1945 года удостоен звания Герой Советского Союза. Золотая Звезда № 8784.
- Голубев Леонид Алексеевич, капитан, штурман отряда 7-го гвардейского авиационного полка дальнего действия 54-й авиационной дивизии дальнего действия 5-го авиационного корпуса дальнего действия Авиации дальнего действия Указом Президиума Верховного Совета СССР от 13 марта 1944 года удостоен звания Герой Советского Союза. Золотая Звезда № 3612
- Орлов, Михаил Петрович, гвардии майор, штурман эскадрильи 7-го гвардейского авиационного полка 54-й авиационной дивизии Авиации дальнего действия Указом Президиума Верховного Совета СССР от 29 июня 1945 года удостоен звания Герой Советского Союза. Золотая Звезда № 8791
- Плохов Алексей Александрович, лейтенант, командир звена 7-го гвардейского авиационного полка дальнего действия 54-й авиационной дивизии дальнего действия 5-го авиационного корпуса дальнего действия Авиации дальнего действия Указом Президиума Верховного Совета СССР от 13 марта 1944 года удостоен звания Герой Советского Союза. Золотая Звезда № 3400
- Тимофеев, Северьян Петрович, капитан, штурман эскадрильи 340-го авиационного полка 54-й авиационной дивизии 4-го гвардейского авиационного корпуса Авиации дальнего действия Указом Президиума Верховного Совета СССР от 29 июня 1945 года удостоен звания Герой Советского Союза. Золотая Звезда № 8793

## Благодарности
Дивизии в составе корпуса объявлены благодарности Верховного Главнокомандования:
- За отличия в боях при прорыве обороны немцев на Могилёвском направлении и форсировании реки Проня западнее города Мстиславль, при овладении районным центром Могилёвской области — городом Чаусы и освобождении более 200 других населённых пунктов, среди которых Черневка, Ждановичи, Хоньковичи, Будино, Васьковичи, Темривичи и Бординичи[6].
- За отличие в боях при овладении столицей Советской Белоруссии городом Минск — важнейшим стратегическим узлом обороны немцев на западном направлении[7].
- За отличие в боях при овладении областным центром Белоруссии городом и крепостью Брест (Брест-Литовск) — оперативно важным железнодорожным узлом и мощным укреплённым районом обороны немцев на варшавском направлении[8].